# Шарнгадхара
Шарнгадхара (санскрит. Çârngadhara) — средневековый индийский врач и медицинский писатель, автор аюрведического трактата «Шарнгадхара-самхиты», до сих по читаемого в Индии.
К достижениям Шарнгадхары относят описание способов приготовления препаратов из металлов (золота, серебра, ртути, свинца, меди, железа), методов их очистки и применения, медицинской терминологии, времени для приёма лекарств, дыхательной функции лёгких, процессов переваривания и усвоения пищи, обмена веществ.
Считается, что Шарнгадхара-самхита Шарнгадхары является первым медицинским трактатом, описывающим диагностику заболеваний по пульсу.